# Purple Diluvial
Purple Diluval is het tweede minialbum, of zoals de groep het zelf noemt "cupdisc" van de Duitse band Tangerine Dream. Zoals de laatste jaren wel vaker gebeurde is de samenstelling van de band wisselend.

## Musici
- Edgar Froese – toetsen (1-3)
- Thorsten Quaeschning – toetsen (2,3)

## Muziek
| Nr. | Titel                                      | Duur |
| --- | ------------------------------------------ | ---- |
| 1.  | Armageddon in the Rose Garden II (Froese)  |      |
| 2.  | Purple Diluvial (Quaeschning)              |      |
| 3.  | Babylon the great has fallen (Quaeschning) |      |